# Alex Myers
Alex Myers (nascido por volta de 1979) é um autor, educador e ativista dos direitos transgêneros americano.

## Início de vida e educação
Myers nasceu em Paris, Maine. Quando adolescente, ele frequentou a Phillips Exeter Academy em New Hampshire. Obteve o título de bacharel pela Universidade de Harvard, onde estudou línguas e civilizações do Oriente Próximo. Enquanto estava em Harvard, ele trabalhou para que a identidade de gênero fosse adicionada à cláusula de não discriminação da escola. Myers obteve um mestrado em religião pela Brown University. Mais tarde, ele estudou belas artes no Vermont College of Fine Arts.

## Carreira
Myers ensina inglês na Phillips Exeter Academy. Seu primeiro livro, Revolutionary, foi lançado em 2014.ref name="Sambuchino" /> Baseado na vida de Deborah Sampson, o foco do romance é uma mulher que se disfarça de homem para lutar na Guerra Revolucionária Americana. Lançado em 2019, seu romance Continental Divide acompanha Ron Bancroft, que cresce como um moleque, se assume como um adolescente e viaja para o oeste para se encontrar. Em uma entrevista à New Hampshire Public Radio, Myers discutiu como sua própria experiência com a transição foi refletida no personagem principal Ron em seu romance Continental Divide, explicando: "Os paralelos em minha própria vida seriam uma infância rural, um sentimento de sempre ser um menino, apesar da sociedade me dizer que eu era uma menina, e então ir para uma experiência universitária mais urbana com um pouco mais de exposição a uma série de diferenças." O terceiro livro de Myers, The Story of Silence (2020), é uma releitura de Le Roman de Silence.

## Vida pessoal
Myers é um homem transgênero.ref name="Sambuchino" /> Ele começou a transição em 1995, durante seu último ano na Phillips Exeter Academy. Tendo estudado os três primeiros anos como mulher, ele voltou ao campus no último ano com o cabelo cortado e pediu para ser chamado de Alex. A transição fez dele o primeiro aluno abertamente transgênero na história da escola.

## Publicações

### Romances
- Revolutionary (2014)
- Continental Divide (2019)
- The Story of Silence (2020)

### Não ficção
- Supporting Transgender Students: Understanding Gender Identity and Reshaping School Culture (2021)

### Artigos
- Myers, Alex (14 de maio de 2018). «Trans Terminology Seems Like It's Changing All the Time. And That's a Good Thing.». Slate Magazine (em inglês). Consultado em 17 de outubro de 2024